# My Cousin Rachel
Người chị họ Rachel (tiếng Anh: My cousin Rachel)  là một cuốn tiểu thuyết của tác giả người anh Daphne du Maurier, được xuất bản năm 1951. Giống như cuốn tiểu thuyết Rebecca (trước đây của tác giả), câu chuyện này là một sự kết hơp giữa huyền bí và lãng mạn. Truyện được xoay quanh hạt nghi lễ Cornwall.
Nguồn gốc và cũng là nguồn cảm hứng cho câu chuyện là một bức chân dung của Rachel Carew tại nhà Antonius ở Cornwall.

## Tóm tắt truyện
Philip Ashley (nhân vật chính, người đã kể câu chuyện kể trên), một đứa trẻ mồ côi, được anh họ Ambrose nuôi dưỡng. Khi Philip 24 tuổi, Ambrose bị bệnh nghiêm trọng đã đến Ý để điều trị, nơi ông gặp người chị họ Rachel, người vợ góa của bá tước Sangaletti. Sau khi trở thành góa phụ Rachel không thể tự trang trải cuộc sống. Ambrose kết hôn với người chị họ của mình, nhưng hạnh phúc gia đình đã không kéo dài bao lâu, và một năm sau đó ông qua đời.
Rachel đến dinh thự của Ashley. Trong thời gian Rachel ở đấy, Philip có những cảm xúc mâu thuẫn: anh yêu Rachel, nhưng anh không thể an tâm với ý nghĩ rằng người anh họ đã qua đời dưới những tình huống rất đáng nghi. Nhưng vì Philip quá say đắm trước Rachel, nên anh đã cố tìm kiếm lời bào chữa cho Rachel trong những gì đã xảy ra. Khi Philip đến tuổi 25 (theo di chúc của Ambrose anh ta có thể định đoạt tài sản), thì Philip quyết định chuyển toàn bộ số tài sản của anh họ cho Rachel. Sau hành động đó mối quan hệ của họ tụt giảm, và sau một thời gian Philip bắt đầu phát hiện triệu chứng rất giống với căn bệnh mà Ambrose mắc phải trước khi chết. Cuối cuốn tiểu thuyết, Rachel ngã từ cây cầu và bị thương rất nặng. Cô chết dưới tay của Philip, gọi anh là Ambrose. Tác giả quyết định để câu chuyện có một kết thúc mở để độc giả có thể quyết định liệu Rachel có lỗi trong chuyện này hay Philip đã hiểu lầm cô.

## Chuyển thể

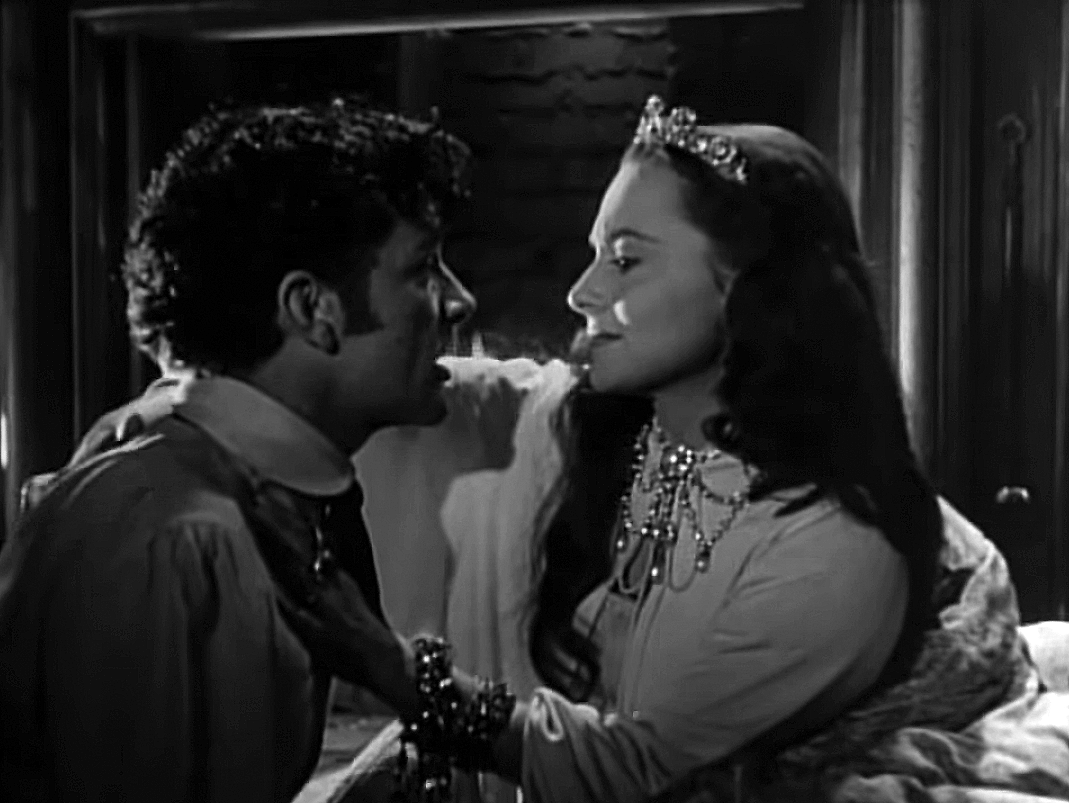
Richard Burton và Olivia de Havilland trong những bộ phim đầu tiên, Người chị họ Rachel.

- 1952 — phim «Người chị họ Rachel»,với sự tham gia của Richard Burton và Olivia de Havilland.
- 1983 — phim truyền hình, với sự tham gia của Damian Lewis và Lia Williams.
- 2017 — phim «Người chị họ Rachel», với sự tham gia của Rachel Weisz, Sam Claflin và Holliday Grainger